# Mattia Gaspari
Mattia Gaspari (Pieve di Cadore, 14 september 1993) is een Italiaans skeletonracer.

## Carrière
Gaspari maakte zijn wereldbekerdebuut in het seizoen 2013/14, zijn beste resultaat was een 10e plaats in 2015/16. Hij was twee seizoenen niet actief in de wereldbeker maar keerde in 2019/20 voor een wedstrijd terug. In het seizoen 2020/21 is hij wel weer actief.
Hij behaalde een negende plaats in 2017 op het wereldkampioenschap als beste resultaat, op het wereldkampioenschap 2020 behaalde hij derde plaats in het nieuwe gemengd team samen met Valentina Margaglio.
In 2022 nam hij deel aan de Olympische Winterspelen waar hij 14e werd in het eindklassement.

## Resultaten

### Olympische Spelen
| Jaar | Plaats | Resultaat |
| ---- | ------ | --------- |
| 2022 | Peking | 14e       |

### Wereldkampioenschappen
| Jaar | Plaats     | Resultaat                       |
| ---- | ---------- | ------------------------------- |
| 2015 | Winterberg | 21e Individueel                 |
| 2016 | Igls       | 15e Individueel                 |
| 2017 | Königssee  | 9e Individueel                  |
| 2020 | Altenberg  | 26e Individueel · Gemengd team  |
| 2021 | Altenberg  | 10e Individueel 9e gemengd team |

### Wereldbeker
| Eindklasseringen \| Seizoen \| Rang \| \| --------- \| ---- \| \| 2013/2014 \| 34e \| \| 2014/2015 \| 19e \| \| 2015/2016 \| 10e \| \| 2016/2017 \| 16e \| \| 2017/2018 \| / \| \| 2018/2019 \| / \| \| 2019/2020 \| 35e \| \| 2020/2021 \| 15e \| \| 2021/2022 \| 17e \| \| 2022/2023 \| 18e \| |      |
| Seizoen | Rang |
| 2013/2014 | 34e  |
| 2014/2015 | 19e  |
| 2015/2016 | 10e  |
| 2016/2017 | 16e  |
| 2017/2018 | /    |
| 2018/2019 | /    |
| 2019/2020 | 35e  |
| 2020/2021 | 15e  |
| 2021/2022 | 17e  |
| 2022/2023 | 18e  |